# Taibaozhuang
Taibaozhuang (kinesiska: 太保庄乡, 太保庄) är en socken i Kina. Den ligger i provinsen Shandong, i den östra delen av landet, omkring 220 kilometer öster om provinshuvudstaden Jinan.
Genomsnittlig årsnederbörd är 786 millimeter. Den regnigaste månaden är juli, med i genomsnitt 255 mm nederbörd, och den torraste är januari, med 10 mm nederbörd.